# Истевони
Истевоните (на латински: Istaevones, Istvaeonen; Istaevoni, Istveoni o Istevoni) са германска племенна група, живяла в северозападна Германия, по брега на Рейн. Наречени са на техния прародител Исто (Istævo).
Тацит пише в своята Germania легендата за бога на германите Туисто. Неговият син Ман бил основател на рода на германите. Манус имал три сина, на които са наречени най-близко до морето живеещите Ингевони, средните (по средата живеещите) Херминони и тези на Рейн живеещите са били наречени Истевони (Istaevonen). Плиний Стари съобщава също за тях.
Основателят на Келтологията Йохан Каспар Цойс смята, че истевоните sa готско/вандалски род на Аздингите.